# Braniewo
Braniewo (en alemany: Braunsberg, en llatí:Brunsberga), és una població del nord-est de Polònia. L'any 2004 tenia 18.068 habitants. És la capital del comtat de Braniewo.
Braniewo es troba a la riba del riu Pasłęka, a uns 5 km de la Llacuna del Vístula, a uns 35 km al nord-est d'Elbląg i a 55 km de Kaliningrad.

## Història

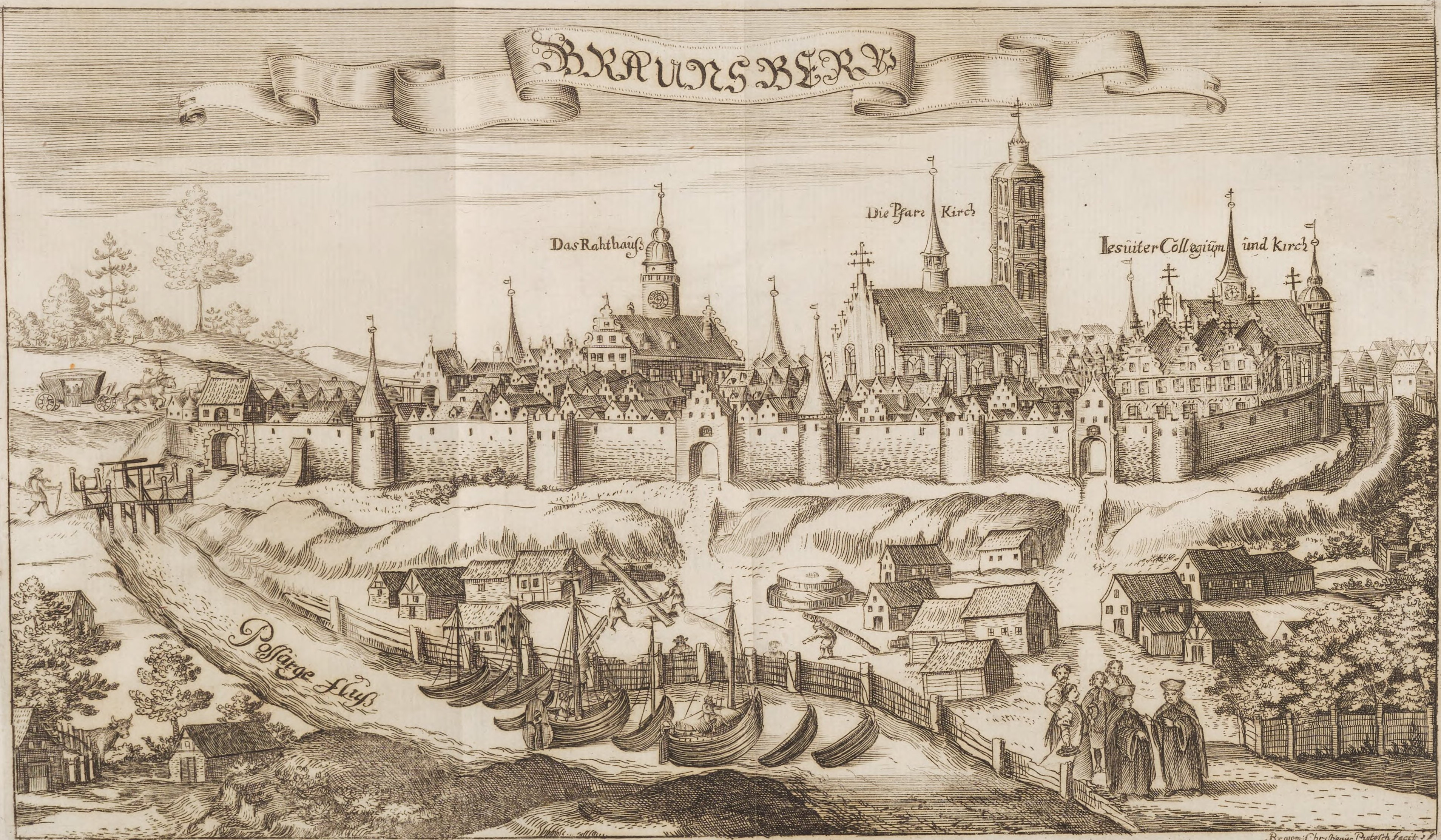
Braunsberg al riu Passarge (actualment el Pasłęka), 1684.
(Altes und neues Preussen, Christoph Hartknoch)

Segons el geògraf alemany Johann Friedrich Goldbeck (1748-1812), aquesta població originàriament s'anomenava Brunsberg en honor de Bru o von Schauenburg (1205–1281), bisbe d'Olmütz (Olomouc) a Moràvia (i no pas en honor de Sant Bru de Querfurt).
L'any 1243 aquest assentament i la regió de Warmia va ser donada per l'Orde Teutònic a la nova diòcesi d'Ermland. Va tenir privilegis basats en els de Lübeck. Va pertànyer a la Lliga Hanseàtica fins a 1608.
Després de la secularització de l'Orde Teutònic (1525), gran part dels residents adoptaren el luteranisme. Tanmateix Warmia, va romandre predominantment catòlica
Braniewo va ser ocupada per l'Imperi Suec durant alguns anys durant la Guerra de Livònia del segle xvi.
L'any 1772 Prússia es va annexar aquesta població. A principis del segle xx, la ciutat va ser un centre acadèmic de la Prússia Oriental proper a Königsberg.
Braunsberg va ser capturat per les tropes soviètiques el 20 de març de 1945 i posteriorment incorporat a Polònia.

## Residents notables
- Stanislaus Hosius (1504–1579), bibe.
- Regina Protmann (1522–1613), pionera de la caritat.
- August Willich (1810–1878), polític i general.
- Karl Weierstrass (1815–1897), matemàtic.
- Gustavus von Tempsky (1828–1868), periodista.
- Elimar Klebs (1852–1918), historiador.
- Konrad Zuse (1910-1995), enginyer i inventor.
- Heinz Marquardt (1922-2003), pilot de la Luftwaffe.
- Rainer Barzel (1924–2006), polític.
- Hartmut Bagger (nascut el 1938), general (Bundeswehr).
- Bartosz Białkowski (nascut el 1987), futbolista polonès.

### Ciutats agermanades
- Zelenogradsk, Rússia
- Münster, Alemanya